# 短毛酸浆

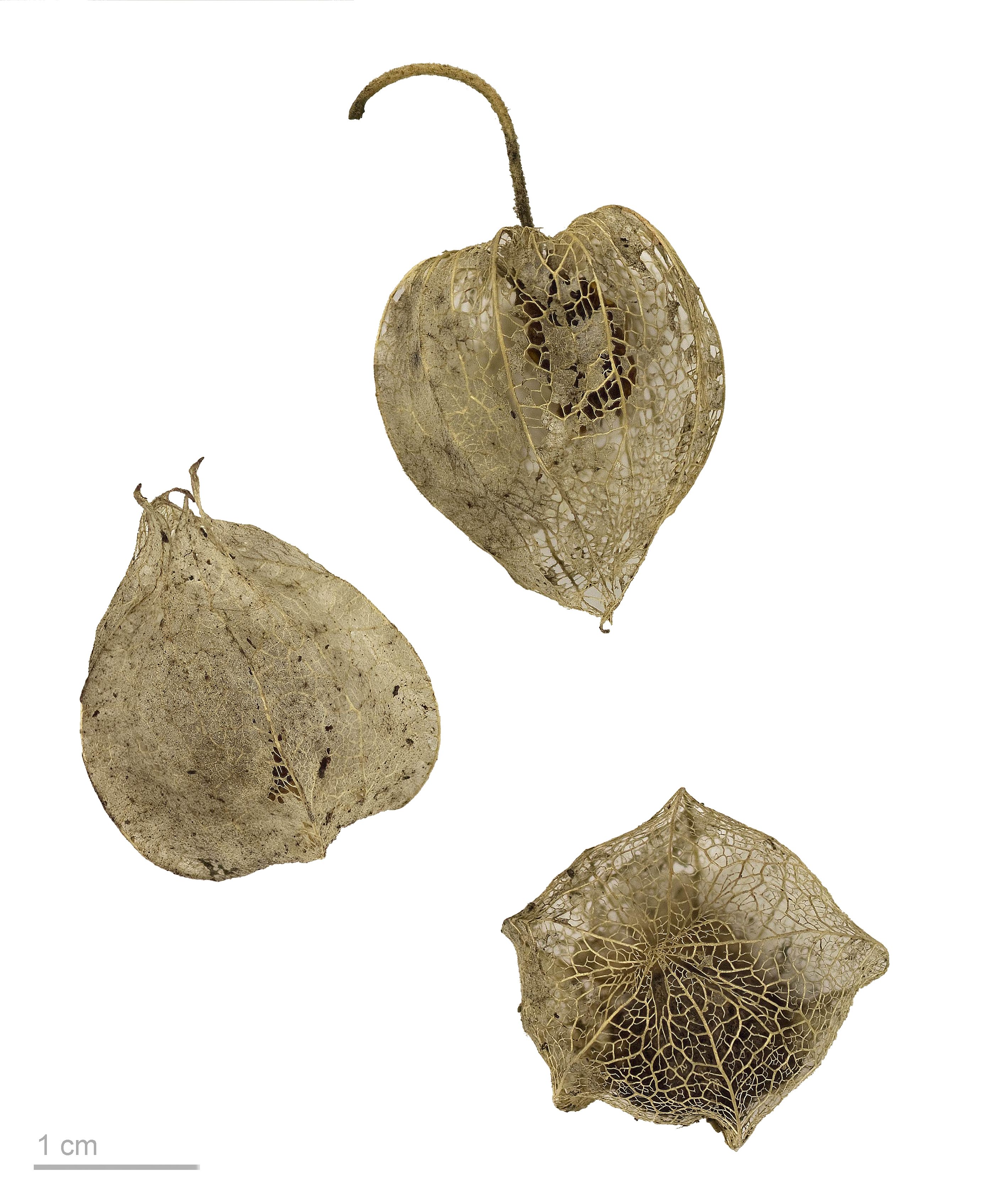
Physalis pubescens

短毛酸漿（学名：Physalis pubescens），又名毛酸漿、洋姑娘或地櫻桃（Ground cherry），是茄科灯笼果属的一種植物。宿存萼（persistent calyx）為5稜，果实呈黄色，可以食用，甜味。
短毛酸漿常與苦蘵和燈籠果混淆，比較容易的辨識方式是看宿存萼（persistent calyx）：短毛酸漿是5稜，另外兩種是10稜。

## 外部連結
- 黃金莓、毛酸漿和苦蘵的差別[永久]